# Olga Morosova
Olga Vasiljevna Morosova (russisk: Ольга Васильевна Морозова, født 22. februar 1949 i Moskva) var en tidligere russisk kvindelig tennisspiller fra Sovjetunionen.
I 1965, da hun var 16 år, vandt hun Wimbledon-turneringen for juniorer og i 1974 var hun finalist i Grand Slam-turneringerne Wimbledon og French Open. Hun tabte begge finalerne mod Chris Evert fra USA. 
Morosova var den første spiller fra Rusland, som vandt en Grand Slam-titel i tennis, da hun i 1974 vandt French Opens dobbelturnering for damer sammen med Chris Evert.

## Grand Slam-sejre
- French Open:
  - Dobbelturnering for damer: 1974